# Янково (Західнопоморське воєводство)
Янково (пол. Jankowo, нім. Janikow) — село в Польщі, у гміні Дравсько-Поморське Дравського повіту Західнопоморського воєводства.